# Kodiak Station
Kodiak Station è un CDP degli Stati Uniti d'America, situato nello Stato dell'Alaska e in particolare nel Borough di Kodiak Island.